# 伊東寿恵男
伊東 寿恵男（いとう すえお、1912年（明治45年）4月9日 - 2005年）は、日本の映画監督、記録映画作家。
長崎県諫早市出身。京都帝国大学文学部卒。東宝文化映画部で文化映画を監督。泰緬鉄道の記録映画や広島・長崎の原爆記録映画を監督。戦後は、児童劇映画の名作といわれる『空気の無くなる日』（文部省選定）を監督した。伊東壽惠男の表記もある。戦後は井上姓となり長崎市教育長などを務めた。本名は「井上寿恵男」。詩人の伊東静雄は兄。

## 経歴
- 1935年（昭和10年）、第一映画社入社、助監督を務める。[1]
- 1937年、 P. C. L. (写真化学研究所)記録映画演出部に転じ、合併により東宝文化映画部へ移籍。[1]
- 1939年10月、東宝文化映画部で『山と戦う』（撮影＝玉井正夫、柳恵蔵）を監督。
- 1940年2月、東宝文化映画部で『登高三千米』（撮影＝玉井正夫、柳恵蔵）同年5月、『医者のいない村』（撮影＝白井茂）、同年11月、『天気予報』（撮影＝白井茂）を監督[3]。
- 1941年、社団法人日本ニュース社が東宝文化映画部を他の文化映画製作各社とともに吸収。社団法人日本映画社へ改組したため、同社に移籍。同年11月、『働く少年少女』（撮影＝瀬川順一）を監督。泰緬鉄道建設の記録映画を製作[3]。
- 1945年9月7日、日本映画社から長崎県出身者として、単独で、原爆投下後の広島・長崎へ向けて派遣される。広島県庁を訪れ、近々製作スタッフの一行が広島にやってくることを伝達した[4]。加納竜一製作、相原秀次企画調査による「広島・長崎における原子爆弾の効果」（山中真男、三木茂、鈴木喜代治、俣野公男、坂齋小一郎、藤波次郎、今野敬一撮影）の演出を、小畑長蔵、奥山大六郎、山中真男、相原秀二とともに担当した。20日間のロケーション。
- 1946年、「広島・長崎における原子爆弾の効果」（Effects of the Atomic Bomb on Hiroshima and Nagasaki 広島長崎における原子爆弾の影響）完成。米軍の没収を避けるため、フィルムの一部を秘匿することになり、秘匿分の選択を行う[5]。
- 1947年、柳沢寿男とともに北海道美唄炭鉱に長期ロケした『炭坑』（加納竜一製作、33分）を監督。
- 1949年、『空気の無くなる日』を監督。
- 1950年代は本名の井上寿恵男で長崎市の社会教育課長などを務めた。[6]
- 1964年、長崎市教育委員会教育長に就任[7][8]
- 1972年、同教育長退任[7]
- 1994年（平成6年）、『映画への思い出』（井上壽惠男名義）出版[2]。
- 1995年、『地方公務員の頃の思い出』（井上壽惠男名義）出版[9]